# Leogang
Leogang é uma localidade do distrito de Zell am See, no estado de Salzburgo, Áustria, com uma população estimada a princípio do ano 2018 de 3 263.
Encontra-se localizada ao sudoeste do estado, perto da fronteira com a Alemanha e com os estados de Tirol e Caríntia.